# Actinometrie
Actinometria este știința care studiază fluxul de radiații solare ce ajung la suprafața Pământului, la diferite înălțimi și în diferite condiții.
Se efectuează studii actinometrice și cu sateliți artificiali, la bordul cărora se montează o aparatură specializată, formată din actinometre și radiometre sensibile în domenii spectrale de ordinul micronilor.
Astfel, datele măsurătorilor radiației în banda de 8-12 µ (referitoare la vaporii de apă din atmosferă) permit deducerea temperaturii de la suprafața Pământului sau a straturilor superioare ale norilor.